# Noctilionidae
A família Noctilionidae agrupa os morcegos pescadores. Mas não só de peixe vive o morcego, pois também mantém em sua dieta grandes insetos e pequenos anfíbios. O grupo tem apenas um género, o Noctilio, e duas espécies.

## Espécies
- Noctilio leporinus (Linnaeus, 1758)  - morcego-pescador
- Noctilio albiventris Desmarest, 1818  - morcego-buldogue